# Martin Güll

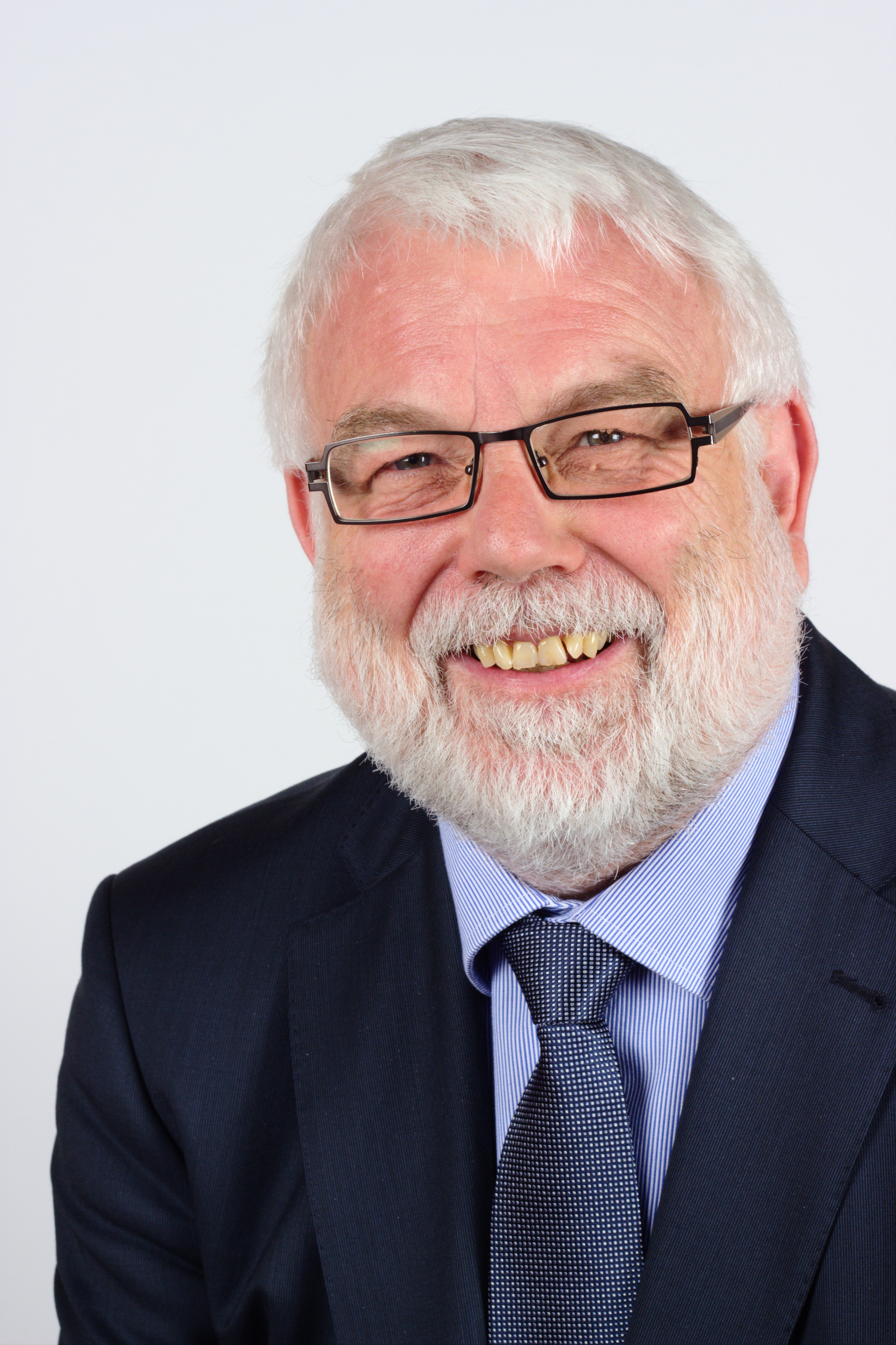
Martin Güll 2012

Martin Güll (* 15. November 1953 in Salzberg, heute Berchtesgaden) ist ein bayerischer Politiker (SPD). Von 2008 bis 2018 war er Abgeordneter des Bayerischen Landtags.

## Leben und Beruf
Martin Güll machte 1973 auf dem Gymnasium Berchtesgaden sein Abitur und absolvierte danach von 1973 bis 1976 ein Studium an der Pädagogischen Hochschule München-Pasing, die 1972 in die Ludwig-Maximilians-Universität München eingegliedert worden war. Dort legte er 1976 seine erste und 1979 seine zweite Lehramtsprüfung ab. Seit 1976 arbeitete er als Hauptschullehrer an der Hauptschule Markt Indersdorf. Dort war er zudem von 2002 bis 2008 Schulleiter.
Martin Güll wohnte bis 2019 in Hilgertshausen und zog dann nach Unterfranken. Er ist römisch-katholisch, verheiratet und Vater zweier Kinder.

## Politik
Martin Güll, der seit 2008 Mitglied der SPD ist, hatte vor seinem Landtagsmandat keine politischen oder kommunalen Funktionen inne. Bei der Landtagswahl in Bayern 2008 und erneut 2013 wurde er im Wahlkreis Oberbayern gewählt. Von 20. Oktober 2008 bis 4. November 2018 war er Abgeordneter im Bayerischen Landtag und leitete dort u. a. als Vorsitzender den Ausschuss für Bildung, Jugend und Sport. Martin Güll setzte sich besonders für die Einführung der Gemeinschaftsschule in Bayern ein. 
Von März 2013 bis September 2019 leitete Güll den SPD-Ortsverein in Hilgertshausen-Tandern.
Neben der parteipolitischen Arbeit engagiert er sich als Mitglied bei der Arbeiterwohlfahrt und dem Weißen Ring.